# Comuna Curtișoara, Olt
Curtișoara este o comună în județul Olt, Muntenia, România, formată din satele Curtișoara (reședința), Dobrotinet, Linia din Vale, Pietrișu, Proaspeți și Raițiu.

## Stemă
Descrierea stemei:
Stema comunei Curtișoara, potrivit anexei nr. 1.2, se compune dintr-un scut triunghiular albastru cu marginile rotunjite, tăiat de un brâu undat de argint. În partea superioară, se află un mănunchi din 6 spice de grâu, flancat de două ramuri de nuc, cu câte două fructe, totul de aur; ramura din dreapta este așezată în bandă, iar cea din stânga, în bară. În vârful scutului, se află o biserică de argint, văzută din față, cu intrare flancată de două ferestre, toate arcuite și negre, cu acoperiș suprapus, având câte două ape; acoperișul este înălțat printr-o turlă fațetată, acoperită și surmontată de o cruciuliță. Scutul este trimbrat de o coroană murală de argint cu un turn crenelat.
Semnificațiile elementelor însumate:
Spicele de grâu simbolizează ocupația de bază a locuitorilor, agricultura, iar numărul lor indică numărul satelor componente ale comunei.
Ramurile de nuc fac referire la cătunul Dealul Nucilor, precum și la plantațiile de nuc din zonă.
Brâul undat reprezintă râul Olt.
Biserica evocă Biserica "Adormirea Maicii Domnului".Coroana murală cu un turn crenelat semnifică faptul că localitatea are rangul de comună.

## Demografie
Componența etnică a comunei Curtișoara
     Români (94,81%)
     Alte etnii (0,14%)
     Necunoscută (5,05%)
Componența confesională a comunei Curtișoara
     Ortodocși (92,39%)
     Adventiști (1,84%)
     Alte religii (0,61%)
     Necunoscută (5,17%)
Conform recensământului efectuat în 2021, populația comunei Curtișoara se ridică la 4.413 locuitori, în creștere față de recensământul anterior din 2011, când fuseseră înregistrați 4.192 de locuitori. Majoritatea locuitorilor sunt români (94,81%), iar pentru 5,05% nu se cunoaște apartenența etnică. Din punct de vedere confesional, majoritatea locuitorilor sunt ortodocși (92,39%), cu o minoritate de adventiști (1,84%), iar pentru 5,17% nu se cunoaște apartenența confesională.

## Politică și administrație
Comuna Curtișoara este administrată de un primar și un consiliu local compus din 13 consilieri. Primarul, Gheorghe Gănescu[*], de la Partidul Social Democrat, este în funcție din 2016. Începând cu alegerile locale din 2024, consiliul local are următoarea componență pe partide politice:
|  | Partid                    | Consilieri | Componența Consiliului | Componența Consiliului | Componența Consiliului | Componența Consiliului | Componența Consiliului | Componența Consiliului | Componența Consiliului | Componența Consiliului | Componența Consiliului | Componența Consiliului | Componența Consiliului | Componența Consiliului |
|  | ------------------------- | ---------- | ---------------------- | ---------------------- | ---------------------- | ---------------------- | ---------------------- | ---------------------- | ---------------------- | ---------------------- | ---------------------- | ---------------------- | ---------------------- | ---------------------- |
|  | Partidul Social Democrat  | 12         |                        |                        |                        |                        |                        |                        |                        |                        |                        |                        |                        |                        |
|  | Partidul Național Liberal | 1          |                        |                        |                        |                        |                        |                        |                        |                        |                        |                        |                        |                        |